# Rødding Sogn (Vejen Kommune)
 For alternative betydninger, se Rødding Sogn. (Se også artikler, som begynder med Rødding Sogn)
Rødding Sogn er et sogn i Malt Provsti (Ribe Stift).
Rødding Sogn hørte til Frøs Herred i Haderslev Amt. Rødding sognekommune blev ved kommunalreformen i 1970 indlemmet i Rødding Kommune, der ved strukturreformen i 2007 indgik i Vejen Kommune.
I Rødding Sogn ligger Rødding Sognekirke. Sognet hørte indtil 2007 til Tørninglen Provsti, men kirken har ikke det karakteristiske Tørninglen-spir, der er rejst over 4 trekantgavle.
I sognet findes følgende autoriserede stednavne:
- Bakkegård (landbrugsejendom)
- Barsnap Hede (bebyggelse)
- Brem (bebyggelse)
- Brændstrup (bebyggelse, ejerlav)
- Brændstrup Østermark (bebyggelse)
- Gammeleng (bebyggelse)
- Gustenborg (bebyggelse)
- Havrum (bebyggelse)
- Hindballe (bebyggelse)
- Hundebøl (bebyggelse)
- Låsled (bebyggelse)
- Rundkær Bjerg (bebyggelse)
- Rødding (bebyggelse)
- Rødding Ejerlav (ejerlav)
- Rødding Skov (areal)
- Rødding Søndermark (bebyggelse)
- Rødding Vestermark (bebyggelse)
- Rødding Østermark (bebyggelse)
- Skaftkær (bebyggelse)
- Sommerlyst (bebyggelse)

## Afstemningsresultat
Folkeafstemningen ved Genforeningen i 1920 gav i Rødding Sogn 951 stemmer for Danmark, 121 for Tyskland. Af vælgerne var 268 tilrejst fra Danmark, 52 fra Tyskland. 